# Лёвшин, Леонид Вадимович
Леони́д Вади́мович Лёвшин (24 мая 1927 — 17 марта 2006) — советский физик, доктор физико-математических наук, профессор физического факультета МГУ имени М. В. Ломоносова, директор Музея физического факультета МГУ (1996—2006). Лауреат Государственной премии СССР (1989) и Ломоносовской премии (2004), заслуженный профессор МГУ (1994), заслуженный деятель науки РФ (1997).

## Биография
Л. В. Левшин (иногда — Лёвшин) родился в семье Вадима Леонидовича Лёвшина, физика, профессора Московского университета. Среднее образование получал в Москве и Казани.
В 1944 году стал студентом Московского электромеханического института инженеров железнодорожного транспорта, но в 1946 году перешёл на физический факультет МГУ. Дипломную работу выполнял под руководством академика С. И. Вавилова; в 1950 году с отличием окончил университет по специальности «оптика», получив первую премию на конкурсе студенческих дипломных работ, и поступил в аспирантуру МГУ. В 1954 году защитил кандидатскую диссертацию на тему «Влияние концентрации на оптические свойства растворов акридина и его производных», работал ассистентом, затем доцентом кафедры оптики. В 1967 году защитил докторскую диссертацию на тему «Спектроскопическое исследование процессов межмолекулярного взаимодействия в растворах красителей и других сложных органических соединений». С 1968 года — профессор.
С 1969 года возглавлял отделение экспериментальной и теоретической физики физического факультета МГУ.
Похоронен на Донском кладбище.

## Научная работа
Работы проводил в области молекулярной спектроскопии, люминесценции и квантовой электроники, а также по истории отечественной физики и истории физического факультета МГУ. Он был создателем и руководителем музея физического факультета МГУ.
Им получено большое число разных результатов, вскрывающих природу межмолекулярных взаимодействий в растворах сложных органических соединений, в полимерных матрицах и на поверхности твёрдых тел, установлены механизмы люминесценции и безызлучательной деградации энергии электронного возбуждения в молекулярных системах, а также пути получения эффективных лазерных сред, используемых в квантовых генераторах с плавно перестраиваемой частотой.
За участие в работах по созданию и внедрению в народное хозяйство и оборону страны новых высокоэффективных лазерных систем для красной и ближней инфракрасной областей спектра в 1985 году было отмечено премией Минвуза СССР 1-й степени, а в 1989 году — Государственной премией СССР.

## Публикации
- монография «Сергей Иванович Вавилов» (1977),
- монография «Свет — мое призвание: Страницы жизни С. И. Вавилова» (1987),
- монография «Люминесценция и её измерения» (1989),
- монография «Лазеры на основе сложных органических соединений» (1992)[3]
- Деканы физического факультета Московского университета. — М.: Физический факультет МГУ, 2002,
- серия монографий о жизни и деятельности ряда отечественных физиков: В. Л. Лёвшина, С. Н. Ржевкина, А. Н. Теренина